# Adam Winter
Adam Winter (* 24. November 1903 in Darmstadt; † 22. November 1978 in Wiesbaden) war ein deutscher Bildhauer und Keramiker. Neben seiner künstlerischen Tätigkeit leistete er mit seinen experimentalarchäologischen Untersuchungen einen großen Beitrag zur Erforschung antiker Keramik und ihrer Herstellungsprozesse.

## Leben
Adam Winter war der Sohn des Eisenbahnsekretärs Heinrich Winter und dessen Ehefrau Katharina, geb. Fink, sein älterer Bruder war der spätere Heimatkundler Heinrich Winter (1898–1964). Er besuchte das humanistische Ludwig-Georgs-Gymnasium in Darmstadt bis zur Oberprimareife. Mit dem Wunsch, Bildhauer zu werden, besuchte er danach die Hochschule für Gestaltung Offenbach am Main, absolvierte eine praktische Ausbildung im Bereich Holz und Stein bei Ludwig Sonnleitner in Würzburg und besuchte die Akademie der Bildenden Künste München, wo Hermann Hahn sein Lehrer war. 1930 erwarb er den Meisterbrief der Handwerkskammer Darmstadt, 1932 erhielt er einen Ruf als Keramik-Bildhauer an die Kunstschule Mainz, von der er 1933 wegen „politischer Unzuverlässigkeit“ wieder entlassen wurde. 1934 zog er mit seiner Familie von Gernsheim nach Mainz-Kastel um. Nach dem Kriegsausbruch 1939 musste Winter im MAN Werk Gustavsburg (Stahlhochbau) arbeiten, 1944 wurde er zur Armee eingezogen. Nach der Entlassung aus französischer Kriegsgefangenschaft 1946 widmete er sich wieder der Keramikkunst.
In seinem vorigen Wohnort Gernsheim hatte Winter Fragmente römischer Terra Sigillata gefunden, deren Nachahmung ihm bald nach seiner Rückkehr gelang. Mittels archäologischer Literatur baute er sein Wissen in dem Gebiet weiter aus, auch seine Tätigkeit als Künstler wurde dadurch beeinflusst. So schuf er vornehmlich im sakralen Bereich Figuren mit Bestandteilen aus rotem Sigillata-Glanzton. Im Museum des Kastells Saalburg wurden ab 1953 von Winter gefertigte Öllämpchen mit dem kleinen Stempel HIEMS F (Abkürzung des lateinischen „Hiems Fecit“, wörtlich übersetzt „Winter hat es gemacht“) verkauft.
1956 kam Winter in Kontakt mit Roland Hampe, damals Professor am Institut für Klassische Archäologie der Universität Mainz, was in eine langfristige wissenschaftliche Zusammenarbeit mündete. Mainzer Studenten bekamen Vorführungen praktischer Versuche in Winters Atelier, Winter erhielt ab den 1960er Jahren Lehraufträge über antike Keramik an den Universitäten Würzburg und Heidelberg, wo Hampe seit 1957 lehrte und das Archäologische Institut leitete. Zwischen 1958 und 1962 bereisten Winter und Hampe den Mittelmeerraum, um die damals noch urtümliche Arbeitsweise der dortigen Töpfer in gemeinsamen Büchern sowie als Filmmaterial zu dokumentieren.
1961 ernannte ihn das Deutsche Archäologische Institut zum Korrespondierenden Mitglied. Von 1966 bis zu seinem Sterbejahr 1978 arbeitete Winter mit finanzieller Unterstützung der Deutschen Forschungsgemeinschaft am Anorganisch-Chemischen Institut der Universität Heidelberg unter Leitung von Ulrich Hofmann mit verschiedenen antiken Keramikgattungen und Öfen. Die Ergebnisse wurden schriftlich und fotografisch festgehalten. Außerdem experimentierte er mit der Nutzung verschiedener Tonsorten, unterschiedlichen Vorgehensweisen beim Abschlämmen, diversen Zusätzen für den Ton und Vorgehensweisen beim Brennen der Keramik selbst. Dabei gelang es Winter unter anderem, die Herstellungstechniken der antiken Glanztonkeramik nachzuvollziehen und nachzuahmen, wobei er ausschließlich auf Methoden zurückgriff, die bereits im Altertum bekannt waren. 1978 wurden die diesbezüglichen Ergebnisse in der Schrift „Die antike Glanztonkeramik. Praktische Versuche“ veröffentlicht.
Adam Winter war ab 1928 mit Maria Sonnleitner, der Tochter seines Würzburger Lehrers, verheiratet. Aus der Ehe gingen drei Kinder, darunter der Bildhauer Karl Matthäus Winter (1932–2012), hervor.
Adam Winter starb am 22. November 1978, zwei Tage vor seinem 75. Geburtstag, an Herzversagen. Er wurde auf dem Waldfriedhof Darmstadt beigesetzt.

## Werke (Auswahl)

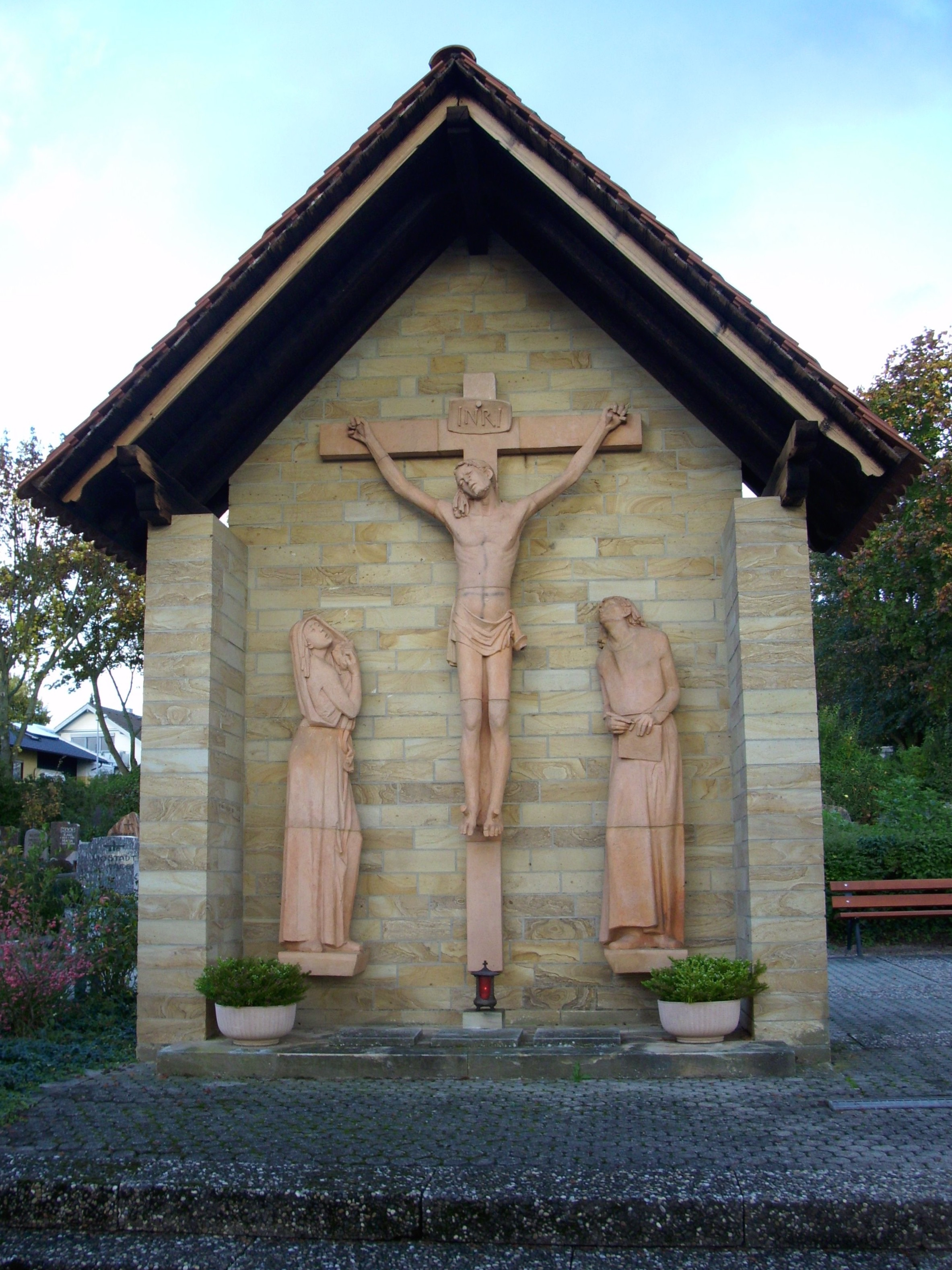
Kreuzigungsgruppe von Adam Winter auf dem Friedhof Klein-Winternheim (1954)

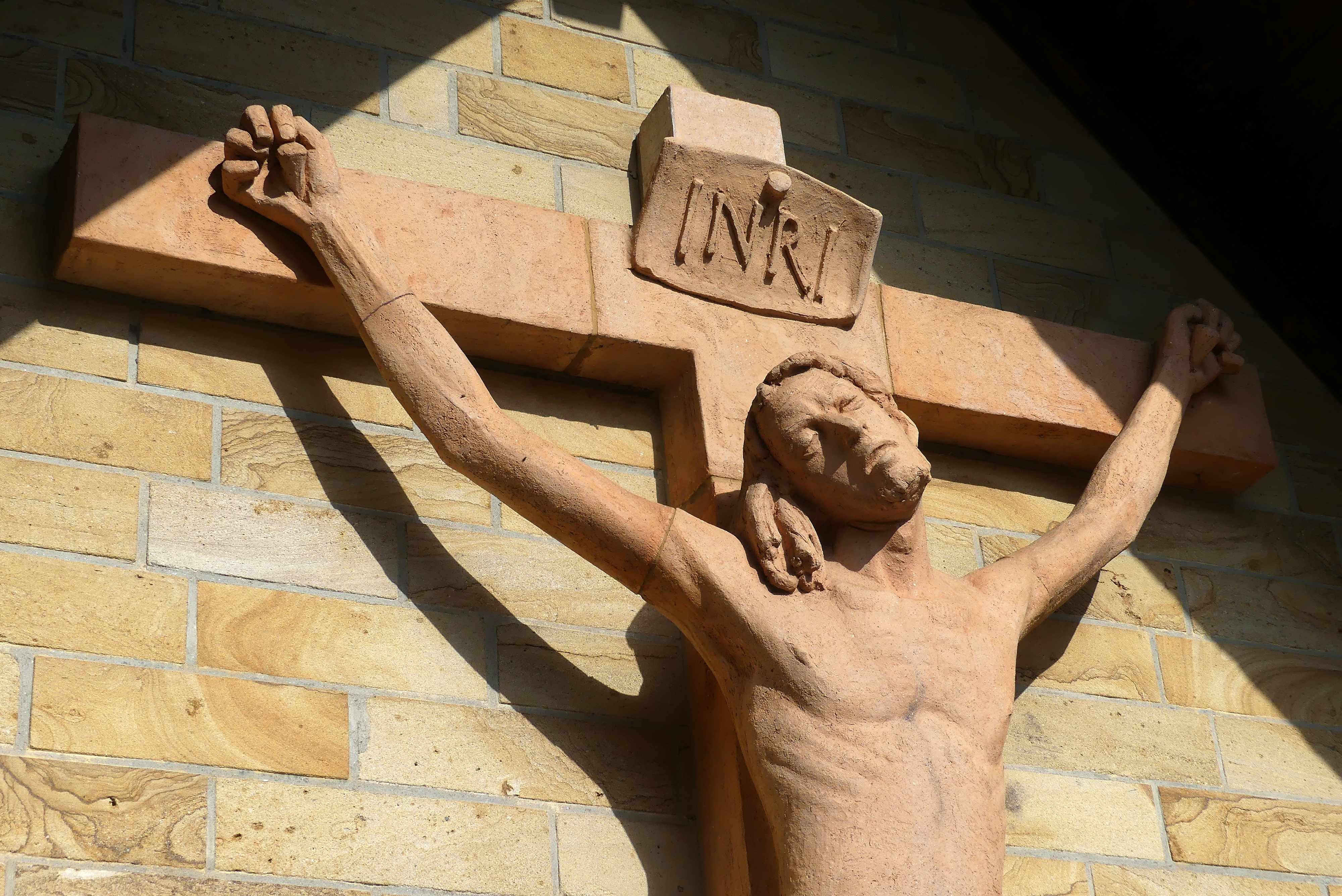
Dito: Nahaufnahme

- 1929: Maria Einsiedel bei Gernsheim, Kreuzwegstationen aus Terrakotta[2]
- 1929: Restaurierung der Hallgartener Madonna. Eine Kopie Winters befindet sich im Museum Brömserburg in Rüdesheim am Rhein.[3]
- 1933: Liebfrauen, Mainz, Keramikreliefs: Kruzifix, Kreuzwegstationen und Hochaltar mit Abendmahlszene
- 1934: St. Franziskus, Berlin-Friedrichshagen, Marienaltar
- 1935: Wegekapelle bei Schloss Vollrads, Winkel im Rheingau, Schutzmantelmadonna im Auftrag von Richard Graf Matuschka-Greiffenclau[3]
- 1936/37 Fränkisch-Crumbach, Großrelief „Der Rodensteiner im Mittelpunkt des Brauchtumsjahres“[4]
- 1949–55: Rüdesheim am Rhein: 4 Bildstöcke (Muttergottes mit Jesuskind und Traube, Der Jungfernstieg, Mutter mit Kindern und St. Hubertus mit Hund nach der Jagd) sowie eine große Sonnenuhr für die Rüdesheimer Weinbergsgemarkung im Auftrag von Arnulf von Brogsitter-Finck[3]
- 1951/52: St. Alban, Mainz, Terrakottafiguren der Muttergottes und des Hl. Alban[5]

- 1952: Rabanus Maurus als Lehrer, Keramik-Skulptur, ursprünglich im Rabanus-Maurus-Kinderhort, seit 2008 im Mainzer Dom[6]
- 1952: Pfarrkirche St. Laurentius, dem sog. „Spessartdom“, in Sommerau, Weihwasserkessel, Herz-Jesu-Statue, Nachbildung der Hallgartener Madonna[7]
- 1953: St. Andreas, Klein-Winternheim, Kreuzigungsgruppe
- 1954: Friedhof, Klein-Winternheim, Kreuzigungsgruppe
- 1956: Pfarrkirche Dromersheim, Reproduktion der „Dromersheimer Madonna“[1]
- 1956: Max-Planck-Institut für Chemie, Mainz, Keramikrelief mit Pallas Athena[8]
- 1958: Altes Rathaus Johannisberg im Rheingau, Johannis der Täufer[3]
- 1960: St. Petrus Canisius, Mainz-Gonsenheim, Terrakotta-Figur der Maria
- 1960 Allerheiligenkapelle beim ehemaligen Kloster Allerheiligen, Oppenau-Lierbach, drei keramische Altarrelief[9]
- 1972/73: Wallfahrtskirche, Dieburg, Terrakottaplastiken Stationsweg errichten mit Darstellungen der Sieben Schmerzen Mariens
- Pfarrkirche Maria Immaculata, Mainz-Amöneburg, Kreuzigungsgruppe aus Terrakotta[10]

## Schriften (Auswahl)
- mit Roland Hampe: Bei den Töpfern und Töpferinnen in Kreta, Messenien und Zypern. Zabern, Mainz 1962. Nachdruck 1976, ISBN 3-8053-0254-1.
- mit Roland Hampe: Bei den Töpfern und Zieglern in Süditalien, Sizilien und Griechenland. Zabern, Mainz 1965
- Die antike Glanztonkeramik. Praktische Versuche (= Keramikforschungen. Band 3). Zabern, Mainz 1978, ISBN 3-8053-0333-5.